# Kameron McGusty
Kameron Alexander McGusty, né le 9 septembre 1997 à Houston, au Texas, est un joueur américain de basket-ball évoluant au poste d'arrière.

## Biographie

### Carrière universitaire
Entre 2016 et 2018, il joue pour les Sooners de l'Oklahoma à l'université de l'Oklahoma.
Entre 2018 et 2022, il joue pour les Hurricanes de Miami à l'université de Miami.

### Carrière professionnelle

#### UCC Assigeco Piacenza (2022-2023)
Le 23 juin 2022, automatiquement éligible à la draft 2022 de la NBA, il n'est pas sélectionné.
Durant l'été 2022, il participe à la NBA Summer League de Las Vegas avec les Pistons de Détroit.
Le 6 août 2022, il signe son premier contrat professionnel avec l'équipe italienne de l'UCC Assigeco Piacenza (en) qui évolue en deuxième division.

#### Limoges Cercle Saint-Pierre (2023-2024)
Le 23 juin 2023, il signe un contrat avec l'équipe française du Limoges Cercle Saint-Pierre,.

## Palmarès

### Universitaire
- First-team All-ACC en 2022
- Big 12 All-Newcomer Team en 2017

## Statistiques

### Universitaires
Les statistiques de Kameron McGusty en matchs universitaires sont les suivantes :
| Saison    | Équipe    | Matchs   | Titul.   | Min./m   | % Tir    | % 3pts   | % LF     | Rbds/m.  | Pass/m.  | Int/m.   | Ctr/m.   | Pts/m.   |
| --------- | --------- | -------- | -------- | -------- | -------- | -------- | -------- | -------- | -------- | -------- | -------- | -------- |
| 2016-2017 | Oklahoma  | 31       | 17       | 24,9     | 43,0     | 35,2     | 77,8     | 2,16     | 0,87     | 0,77     | 0,26     | 10,87    |
| 2017-2018 | Oklahoma  | 32       | 8        | 18,5     | 42,3     | 33,3     | 75,0     | 1,94     | 0,34     | 0,34     | 0,03     | 8,00     |
| 2018-2019 | Transfert | Redshirt | Redshirt | Redshirt | Redshirt | Redshirt | Redshirt | Redshirt | Redshirt | Redshirt | Redshirt | Redshirt |
| 2019-2020 | Miami     | 28       | 21       | 29,5     | 43,5     | 32,8     | 75,0     | 3,96     | 1,57     | 0,68     | 0,18     | 12,46    |
| 2020-2021 | Miami     | 20       | 18       | 33,3     | 44,5     | 32,0     | 82,1     | 3,75     | 2,80     | 1,25     | 0,05     | 13,30    |
| 2021-2022 | Miami     | 37       | 37       | 34,0     | 47,6     | 35,5     | 81,4     | 4,92     | 2,41     | 1,81     | 0,27     | 17,78    |
| Carrière  | Carrière  | 148      | 101      | 27,8     | 44,7     | 34,0     | 78,9     | 3,36     | 1,53     | 0,99     | 0,17     | 12,61    |